# Les Alouettes naïves
Les Alouettes naïves est un roman d'Assia Djebar paru en 1967.

## Résumé
Pendant la guerre d'indépendance de l'Algérie, toute une génération est prise dans la lutte et dans les souffrances. Le roman se concentre sur trois personnages : un intellectuel, Omar, une rebelle, Rachid, et une femme émancipée, Nfissa, ainsi que Meriem, Zineb et Samia, des prostituées.